# 섀넌 복스
섀넌 리 복스 스피어먼(영어: Shannon Leigh Boxx Spearman, 1977년 6월 29일 ~ )는 미국의 전직 여자 축구 선수이다. 선수 시절 포지션은 미드필더였다. 미국 여자 축구 국가대표팀 선수로 활동하면서 4차례의 FIFA 여자 월드컵에서 3위 이내의 성적을 기록했고 3차례의 하계 올림픽에서 미국의 올림픽 여자 축구 금메달 획득에 기여했다.

## 경력 초반
캘리포니아주 폰태나에서 아프리카계 흑인 생부의 딸로 태어난 복스는 캘리포니아주 남부에서 백인 미혼모에 의해 길러졌다. 1991년부터 1995년까지 캘리포니아주 토런스에 위치한 사우스토런스 고등학교에 재학하면서 축구, 배구, 소프트볼, 농구 선수로 활동했으며 1995년에는 퍼레이드 올아메리카 여자 축구 팀에 선정되는 영예를 안았다.
복스는 1995년부터 1998년까지 노트르담 대학교에 재학하면서 노트르담 파이팅 아이리시 여자 축구단에서 활동했다. 1995년에는 노트르담의 NCAA 여자 축구 선수권 대회 우승에 기여했고 1995년, 1996년, 1997년에 걸쳐 올빅이스트(All-Big East) 팀에 선정되는 영예를 안았다. 또한 노트르담에서 101경기에 출전하여 역대 최다 출전 기록을 세우기도 했다.

## 클럽 경력
복스는 1999년에 보스턴 레니게이즈에 입단하면서 USL W리그 무대에 데뷔했고 2000년에 독일 프라우엔-분데스리가의 1. FC 자르브뤼켄에서 뛰었다. 그러나 자신의 불행 때문에 축구계에서 은퇴할 것을 고려하기도 했다.
복스는 2001년에 출범한 미국 여자 프로 축구 리그(WUSA) 드래프트 3라운드에서 전체 19순위로 지명되어 샌디에이고 스피릿에 합류했다. 2001 시즌에서는 21경기에 선발 출전하여 올WUSA(All-WUSA) 팀에 지명되었다. 그러나 2002 시즌에서는 출전 시간이 줄어들었고 2002년 9월에 뉴욕 파워로 자리를 옮겼다. 복스는 2003 시즌에서 21경기에 출전하여 1골, 8도움을 기록하면서 올WUSA 팀에 이름을 올렸다.
복스는 2009년에 출범한 미국 여자 프로 축구(WPS)의 첫 시즌을 위해 로스앤젤레스 솔과 계약하면서 팀의 주장으로 임명되었다. 복스는 19경기 가운데 18경기에 선발 등판하면서 3골, 3도움을 기록했다. 복스는 WPS 퍼스트 팀에 지명되어 2009 시즌 WPS 올스타전에 출전하는 영예를 안았다. 솔은 정규 시즌에서 12승 5무 3패를 기록하면서 1위를 차지했다.
복스는 2010년에 로스앤젤레스 솔 분산 드래프트를 통해 세인트루이스 애슬레티카에 입단했다. 하지만 세인트루이스 애슬티카가 해체되면서 FC 골드 프라이드로 자리를 옮겼다. 복스는 자신이 출전한 20경기 가운데 19경기에 선발 출전하면서 1골, 5도움을 기록했고 팀이 정규 시즌 우승과 플레이오프 우승을 차지하는 데에 기여했다. 또한 WPS 올스타전에 선발 출전하면서 5번째로 많은 표를 기록했다. 복스는 2011 WPS 시즌을 맞아 매직잭과 계약을 맺었으며 10경기에 선발 출전하여 833분 동안 뛰었다. 또한 팀이 플레이오프에 진출하여 보스턴 브레이커스와의 8강전 경기에서 승리하는 데에 도움을 주었다.
복스는 2013년에 내셔널 위민스 사커 리그 소속 여자 축구 클럽인 시카고 레드 스타스에 합류했다. 2013 시즌에서는 부상 여파로 인해 2경기에 출전했고 2014 시즌에서는 임신과 첫 아이 출산으로 인해 5경기에 출전했다. 2015 시즌에서는 FIFA 여자 월드컵 출전으로 인해 4경기에 출전하는 데에 그쳤다. 복스는 2015년 7월 27일에 내셔널 위민스 사커 리그에서 은퇴한다고 발표했다.

## 국가대표 경력
복스는 원래 미국 여자 U-21 국가대표팀의 일원이었지만 2003년 8월에 에이프릴 하인릭스 미국 여자 축구 국가대표팀 감독이 그를 2003년 FIFA 여자 월드컵에 참가한 대표팀 명단에 포함시킬 때까지 소집되지 않았다. 복스는 원래 미국 여자 프로 축구 리그가 중단된 이후에 캘리포니아 주립 대학교 도밍게즈 힐스 여자 축구부에서 코치를 맡고 페퍼다인 대학교에서 대학원 학위를 취득할 계획이었다고 한다.
복스는 FIFA 여자 월드컵 개막 이전에 열린 코스타리카(미국이 5-0 승리를 기록함), 멕시코(미국이 5-0 승리를 기록함)와의 친선 경기에서 각각 골을 기록했고 스웨덴과의 2003년 FIFA 여자 월드컵 조별 예선 경기에서 미국의 3번째 골을 기록하여 미국의 3-1 승리에 기여했다. 복스는 2003년 FIFA 여자 월드컵에서 5경기에 선발 출전했고 캐나다와의 3·4위전 경기에서 미국의 2번째 골을 기록하면서 미국이 3위를 차지하는 데에 기여했다. 특히 복스는 캐나다와의 경기에서 주도권을 잡으면서 팀 동료들에게 박차를 가하는 한편 미국의 3-1 승리에 결정적인 골을 기록한 점을 인정받아 FIFA 테크니컬 스터디 그룹으로부터 경기 MVP로 선정되는 영예를 안았다.
복스는 2004년에 열린 미국 여자 축구 국가대표팀의 32경기에 선발 출전했으며 특히 2004년 아테네 하계 올림픽에서 6경기에 모두 출전하여 미국의 금메달 획득에 기여했다. 2005년에는 미국 여자 축구 국가대표팀 9경기에 선발 출전했고 독일의 비르기트 프린츠, 브라질의 마르타에 이어 2005년 FIFA 올해의 선수상 후보 가운데 3위에 롤랐다.
복스는 2006년에 손상된 오른쪽 고관절 연골을 고치기 위한 수술로 인하여 8개월 동안 경기에 참가하지 않았다가 2007년에 복귀했다. 복스는 중국에서 개최된 2007년 FIFA 여자 월드컵에 참가하여 미국의 준결승전에 진출하는 데에 기여했다. 하지만 브라질과의 준결승전 경기에서 2차례의 경고를 받으면서 퇴장당하는 불명예를 안았고 미국은 브라질에 0-4 패배를 기록했다. 미국은 복스가 출전할 수 없는 상황임에도 불구하고 노르웨이와의 3·4위전 경기에서 4-1 승리를 기록하면서 3위를 차지했다. 복스는 2008년 베이징 하계 올림픽에서 5경기에 선발 출전하면서 미국의 금메달 획득에 기여했다.
복스는 독일에서 개최된 2011년 FIFA 여자 월드컵에서 콜롬비아와의 조별 예선 경기를 제외한 5경기에 선발 출전하여 대회 올스타팀에 선정되는 영예를 안았다. 일본과의 준결승전 경기에서는 미국의 승부차기 키커로 나섰으나 일본의 가이호리 아유미 골키퍼에게 막혔고 미국은 준우승을 차지하게 된다. 2012년 런던 하계 올림픽에서는 대회 도중에 일어난 오른쪽 햄스트링 부상의 후유증으로 인해 프랑스와의 조별 예선 경기, 일본과의 결승전 경기에만 선발 출전했는데 미국은 해당 대회에서 금메달을 차지했다.
복스는 캐나다에서 2015년 FIFA 여자 월드컵에서 나이지리아와의 조별 예선 경기에 교체 출전하는 데에 그쳤으나 미국은 통산 3번째 FIFA 여자 월드컵 우승을 차지했다. 2015년 10월 21일에 열린 브라질과의 친선 경기를 끝으로 국가대표팀에서 은퇴하게 된다.

## 사생활
복스는 1996년 애틀랜타 하계 올림픽에서 금메달을 차지했던 미국의 소프트볼 선수인 질리언 복스의 여동생이다. 복스는 30세 시절이던 2007년에 루푸스 진단을 받았고 미국이 2012년 런던 하계 올림픽에서 금메달을 획득한 이후에 자신이 루푸스와의 투병 생활을 하고 있다는 사실을 공개적으로 전달했다.

## 같이 보기
- 올림픽 축구 메달리스트 목록
- 올림픽 다관왕 목록